# 小豆畑茂
小豆畑 茂（あずはた しげる、1949年11月21日 - ）は、日本の技術者、実業家。日立製作所代表執行役副社長、日立グループ最高技術責任者、日本機械学会会長、日本工学教育協会会長、東京大学協創プラットフォーム開発取締役等を歴任した。

## 人物・経歴
1973年東北大学工学部機械工学科卒業。1975年東北大学大学院工学研究科機械工学専攻修士課程修了、日立製作所入社。2003年日立製作所電力・電機開発研究所長。2005年日立製作所日立研究所長。2008年日立製作所地球戦略室長。2009年日立製作所執行役常務研究開発本部長。
2010年日立化成取締役。2011年日立製作所執行役専務・日立グループCTO兼研究開発本部長。2012年日立製作所代表執行役副社長・日立グループCTO兼研究開発本部長。2013年日本燃焼学会会長。2014年日立製作所フェローに退き、日立化成取締役及び日立メディコ取締役、日立建機取締役に就任。
2015年日本機械学会会長。2016年日本工学教育協会会長。2018年日立製作所名誉フェロー、東京大学協創プラットフォーム開発取締役。2019年21世紀リベラルアーツ調査研究委員。2020年日本工学教育協会会長名誉会員。専門は機械工学、教育工学。